# Abu Ala al-Afri
Abd al-Rahman Mustafa al-Qaduli (àrab: عبد الرحمن مصطفى القادولي, ʿAbd ar-Raḥmān Muṣṭafà al-Qādūlī), conegut també com a Abu Ala al-Afri (àrab: أبو علاء العفري, Abu ʿAlāʾ al-ʿAfrī) o Hajji Imam (1957/1959 – 25 de març de 2016), fou un dels caps de l'Estat islàmic de l'Iraq i el Llevant. Es creu que va ascendir a aquesta posició (encara que no s'ha confirmat la informació) quan el cap Abu Bakr al-Baghdadi va ser severament ferit a un atac aeri, deixant-lo incapacitat per a mantenir el lideratge directe del grup. Es va informar que hauria passat a ser el successor d'al-Baghdadi, després de la confirmació de la mort del dirigent d'ISIL.
El 14 de maig de 2014, Abu Ala al-Afri va ser llistat com Specially Designated Terrorist pel Departament del Tresor dels Estats Units. L'any següent el 5 de maig de 2015, el Departament d'Estat dels Estats Units anunciat una recompensa de fins a 7 milions de dòllars per qualsevol informació que portés a la captura o mort de Mustafa al-Qaduli.
El 25 de març de 2016, el Departament de Defensa dels Estats Units va anunciar la seva mort arran d'una operació de les seves forces especials portada a terme el 24 de març.

## Biografia
Es creu que Abu Ala al-Afri va néixer al voltant de 1957 o 1959 a Mosul, Nineveh. A la revista Newsweek, Hisham al Hashimi, assessor del govern iraquià, va declarar que "era mestre de física a Tal Afar", i que té dotzenes de publicacions i estudis religiosos (shariah) de la seva autoria. És considerat seguidor d'Abu Musaab al-Suri."

## Mort confirmada
Ashton Carter, Secretari de Defensa dels Estats Units a una declaració conjunta als mitjans de comunicació amb el General Joseph Dunford President de la Junta de Caps de l'Estat Major dels Estats Units va anunciar que Mustafa al-Qaduli havia mort el 25 de març de 2016, corregint unes reclamacions iraquianes anteriors.